# Венера Капуанская
 Венера Капуанская,   Афродита Капуанская  (итал. L'Afrodite di Capua, фр. La Vénus de Capoue) — древнеримская мраморная статуя времени правления императора Адриана (117—138 гг. н. э.). Предположительно, скульптура, как и Венера Милосская, восходит к утраченному бронзовому оригиналу статуи Афродиты Коринфской, приписываемой Скопасу или Лисиппу, выдающимся скульпторам поздней греческой классики (IV в. до н. э.). Хранится в Национальном археологическом музее Неаполя.

## История
Скульптура найдена в XVIII веке в руинах древнеримского амфитеатра в Капуе (Кампания). Представляет собой изображение богини любви Венеры. Статуя вырезана из цельного блока каррарского мрамора, включая постамент. Как и в схожей с ней в общих чертах статуе Венеры Милосской, обнажённый торс сочетается с задрапированной нижней частью фигуры. Характерны строгий «греческий профиль» и украшающая причёску диадема. Левой ногой богиня опирается на шлем, эта деталь дала повод для нескольких важных иконографических гипотез. В 1820 году были восстановлены утраченные детали драпировки, нос и руки. Рядом на постаменте добавили маленькую фигурку Купидона (Эрота). Такая «реставрация» в XVII—XIX веках была обычным делом. Позднее купидона убрали.
Вариант «Венеры с купидоном» сохранился благодаря гальванокопии, созданной в 1851 году в мастерских немецкого мастера И. А. Гамбургера в Санкт-Петербурге по гипсовому слепку, хранившемуся в Императорской Академии художеств. Вместе с другими «гальваническими копиями» скульптура установлена в Екатерининском парке Царского Села, но отдельно, на лугу перед Гранитной террасой.

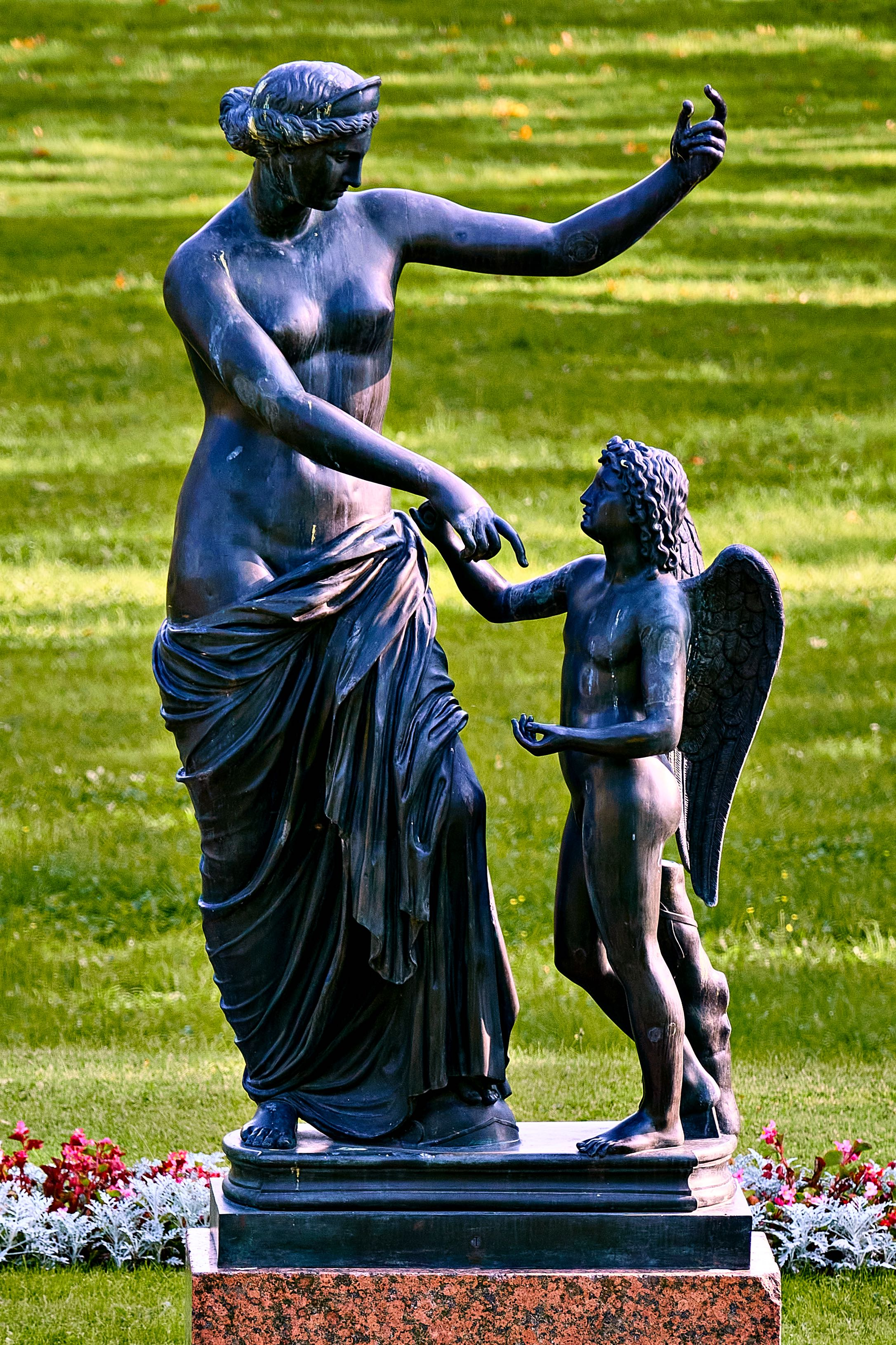
Скульптурная группа «Венера с Амуром» (Реплика «Венеры Капуанской»). Царское село (город Пушкин). Екатерининский парк, Санкт-Петербург

## Атрибуции и интерпретации
В 1821 году Антуан Катрмер-де-Кенси, «интендант искусств и гражданских памятников» и профессор археологии кабинета древностей парижской Национальной библиотеки, в дискуссии о положении утраченных рук статуи Венеры Милосской привёл древнеримские изображения богини с похожими драпировками, обнимающими бога войны Марса, и с римской монетой, представляющей группу из двух фигур, Венеры и Марса, относящихся к типу «Vénus Victrix» (Венеры-победоносной). Такие изображения могли быть связаны с поклонением Венере-победоносной в Капуе после того, как Юлий Цезарь в 59 г. н. э. превратил город в колонию ветеранов римских войн и выбрал богиню в качестве защитницы города. Обнаружение в 1826 году бронзовой статуи Ники (Победы) в Брешии косвенно подкрепляло эту гипотезу.
Джеймс Миллинген, археолог и нумизмат, в 1826 году сопоставил статую с изображениями на римских монетах города Коринфа. На них видна богиня, держащая щит. На некоторых монетах Венера изображена в храме (или перед храмом), расположенным на горе: очевидно, это храм Афродиты на Коринфском акрополе, где стояла статуя Афродиты «вооружённой». Афродита Коринфская держала перед собой щит Ареса и смотрелась в него как в зеркало. По иной версии писала на щите своё имя: «Victoriae» подобно статуе Ники из Брешии. Впоследствии А. Фуртвенглер упоминал, что такой тип культовой статуи, был создан в IV в. до н. э. для храма Афродиты на акрополе Коринфа. Он атрибутировал её благодаря греческой поэме, описывающей Афродиту, которая использует полированный щит Ареса, чтобы посмотреть на себя: «… затем была представлена китерейская богиня [Афродита] с густыми косами, держащая щит… Арес пред нею явил точный образ её в медном щите». Фуртвенглер также атрибутировал Венеру Капуанскую в качестве возможной реплики статуи работы Скопаса или Лисиппа. Краткое упоминание о «Вооружённой Афродите» в храме на Коринфском акрополе имеется у Павсания.
Находки XX века подкрепляли эту гипотезу: в самом Коринфе была найдена фреска, изображающая богиню рядом с колонной, несущую щит и статуэтку. В Перге (Турция) обнаружили статую Венеры схожего типа, пишущей на щите. В 2017 году Марианна Амио предложила реконструкцию Венеры Милосской, повёрнутой на три четверти вправо, держащей обеими руками щит, помещённый на столб. Богиня, вышедшая из воды, любуется своим отражением в щите воина. Такая реконструкция соответствует и фигуре Венеры Капуанской. Она также объясняет присутствие шлема Марса, попираемого ногой богини любви. Классический сюжет «Венера и Марс» является аллегорией победы любви над войной. Эта иконография отражена в свидетельствах того же периода, как литературных («Аргонавтика» Аполлония Родосского), так и изобразительных.